# Karol III Wielki
Karol III Wielki (ur. 18 lutego 1543 w Nancy, zm. 14 maja 1608 tamże) – książę Lotaryngii, Baru i markiz de Ponton-a-Mousson.
Był jedynym synem (najstarszym spośród trojga dzieci) księcia Lotaryngii Franciszka I i jego żony księżnej Krystyny, córki króla Danii i Norwegii Chrystiana II. Na tron wstąpił po śmierci ojca  12 czerwca 1545. Do 1552 regencję w jego imieniu sprawowała matka, a następnie (do 1559) stryj – książę Mercœur Mikołaj.
W 1559 w Paryżu poślubił księżniczkę francuską Klaudię. Para miała dziewięcioro dzieci:
- Henryka II (1563-1624), kolejnego księcia Lotaryngii,
- Krystynę (1565-1637),
- Karola (1567-1607), kardynała,
- Antoninę (1568-1610),
- Annę (1569-1576),
- Franciszka II (1572-1632), również przyszłego księcia Lotaryngii,
- Katarzynę (1573-1648),
- Elżbietę (1574-1635),
- Klaudię (1574-1576)

Miał również nieślubnego syna Karola de Remoncourta (?-1648) – opata w Gorze.